# Ennya ecuadorensis
Ennya ecuadorensis är en insektsart som beskrevs av Fowler. Ennya ecuadorensis ingår i släktet Ennya och familjen hornstritar. Inga underarter finns listade i Catalogue of Life.